# Longhena
Longhena är en ort och kommun i provinsen Brescia i regionen Lombardiet i Italien. Kommunen hade 571 invånare (2018).